# دوجناب
روستای دوجناب
این روستا جزء دهستان کیوان بخش خداآفرین شهرستان کلیبر  می‌باشد و یکی از قشلاقهای چهار قشلاق پیرهادیان است؛روستای دوجناب در بین عموم پیرهادیان نام گرفته و اکثریت آن را به این نام میشناسند. و همچنین پرجمعیت‌ترین قشلاق از چهار قشلاق پیرهادیان محسوب می‌گردد. این روستا در حال حاضر (سال 1394) دارای ۵۳ نفر از ۲۱ خانوار می‌باشد این تعداد نسبت به ۳ قشلاق دیگر رقم بالایی می‌باشد نا گفته نماند تا ده سال پیش یعنی در سال ۱۳۸۵ جمعیت این روستا طبق سرشماری سال ۱۳۸۵ دارای ۱۳۷ نفر بود این تعداد به دلیل مهاجرت جوانان به کلان شهرها مانند تبریز، تهران و ... برای یافتن شغل مناسب و کسب و کار و تشکیل زندگی در کلان شهرها موجب کاهش جمعیت روستا شد.

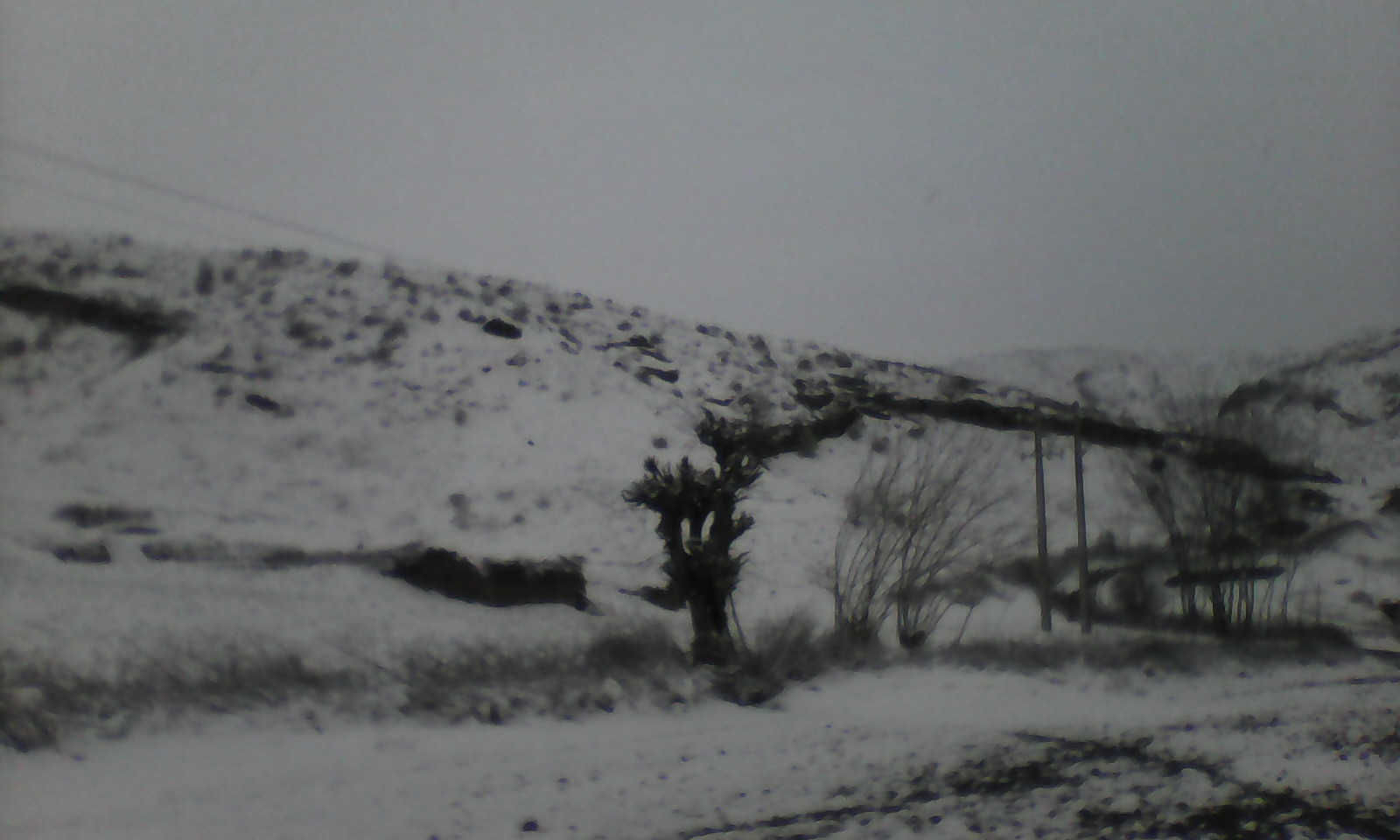
نمای زمستان روستای دوجناب

## علت مهاجرت جوانان
روستای پیرهادیان و سایر روستاهای این منطقه به دلیل عدم وجود امکانات و پیشرفت کلان شهرها و محرومیت روستاها باعث ریزش یا از دست دادن جوانان و مهاجرت آن‌ها به کلان شهرها گردید.این زمانی بود امکانات روستا جوابگوی نیازهای افراد برای رشد و شکوفایی نبود و اهالی باید برای ادامه تحصیل بالاتر از سیکل را در یکی  روستاهای اطراف به تحصیل می پرداختند. این نیز مشکلات بسیاری را در برمی داشت بخصوص در فصل زمستان به دلیل کوهستانی بودن منطقه در برف و باران و وجود راه‌های خطرناک کوهستانی رفت‌وآمد سخت می‌شد. از طرفی دسترسی به شهرها و شهرستان مربوطه با تو جه به مشکلات مذکور دشوار بود . البته پس از مهاجرت جاده جانانلو به کلیبر به صورت آسفالت افتتاح شد و اکثر مشکلات دسترسی به شهرها و سایر روستاها را به حداقل رساند.

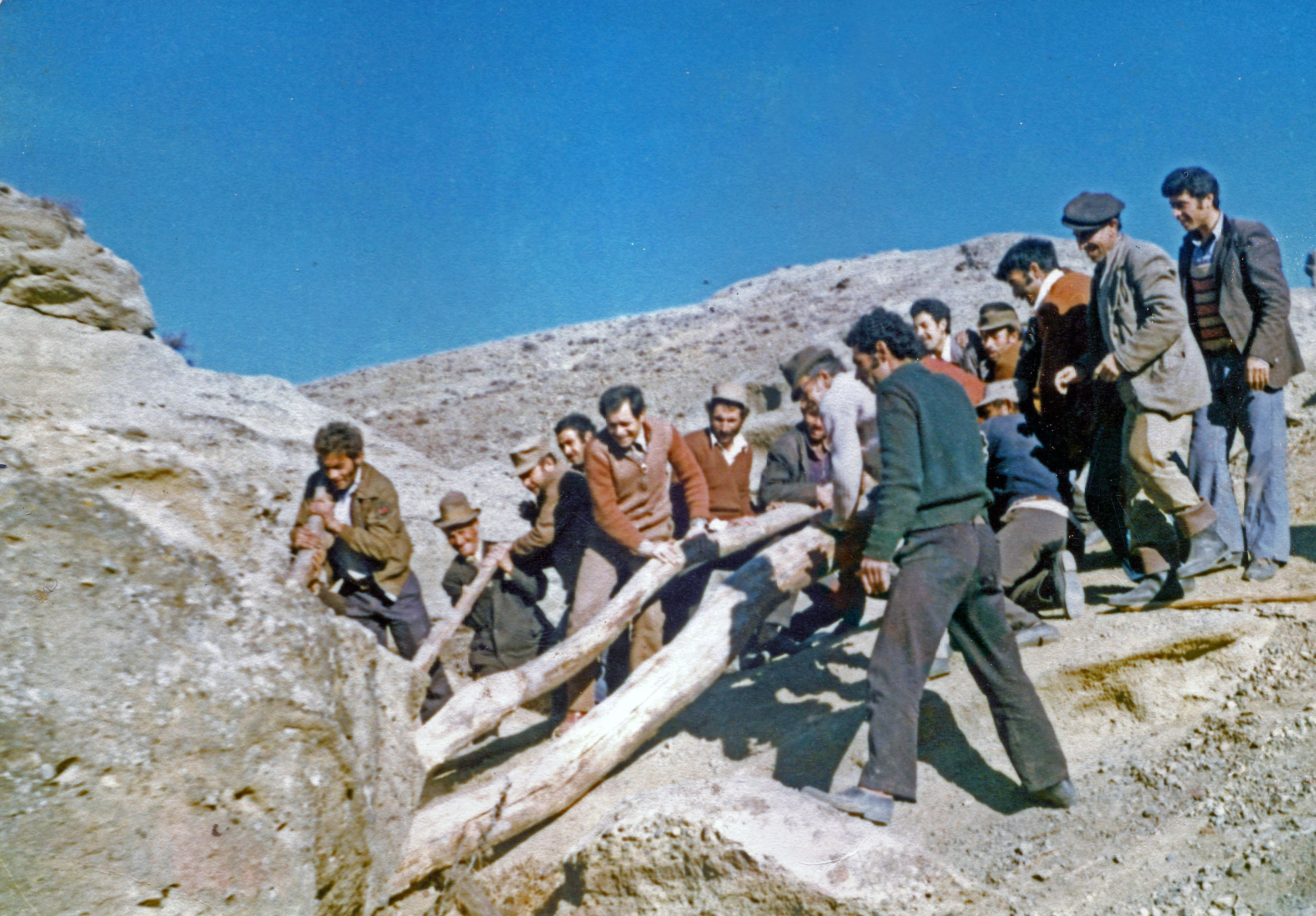
تصویر هل دادن سنگ برای رفع مانع و آزاد شدن منبع آب سال ۱۳۶۵

## مدرسه روستا
مدرسه حافظ دوجناب (دبستان شهید یوسفی) یک مدرسه بسیار قدیمی که از زمان پهلوی نیز وجود داشته و افراد زیادی در این مدرسه تحصیل کرده و با سواد شده و از دنیا رفته‌اند.این مدرسه در بالاترین نقطه روستای دوجناب و در سینه کوه قرار گرفته‌است.
دانش آموزان این مدرسه را روستاهای همسایه مانند سولیپیر، کارگران، قلعه گونی و در برخی مواقع گاوآهن و اکثریت آنان را روستای دوجناب تشکیل می‌داد. 
در سال ۱۳۹۰ مدرسه به دلیل بلا استفاده ماندن برخی از دیوارهای آن خراب شد و بطور کلی از کار افتاد.

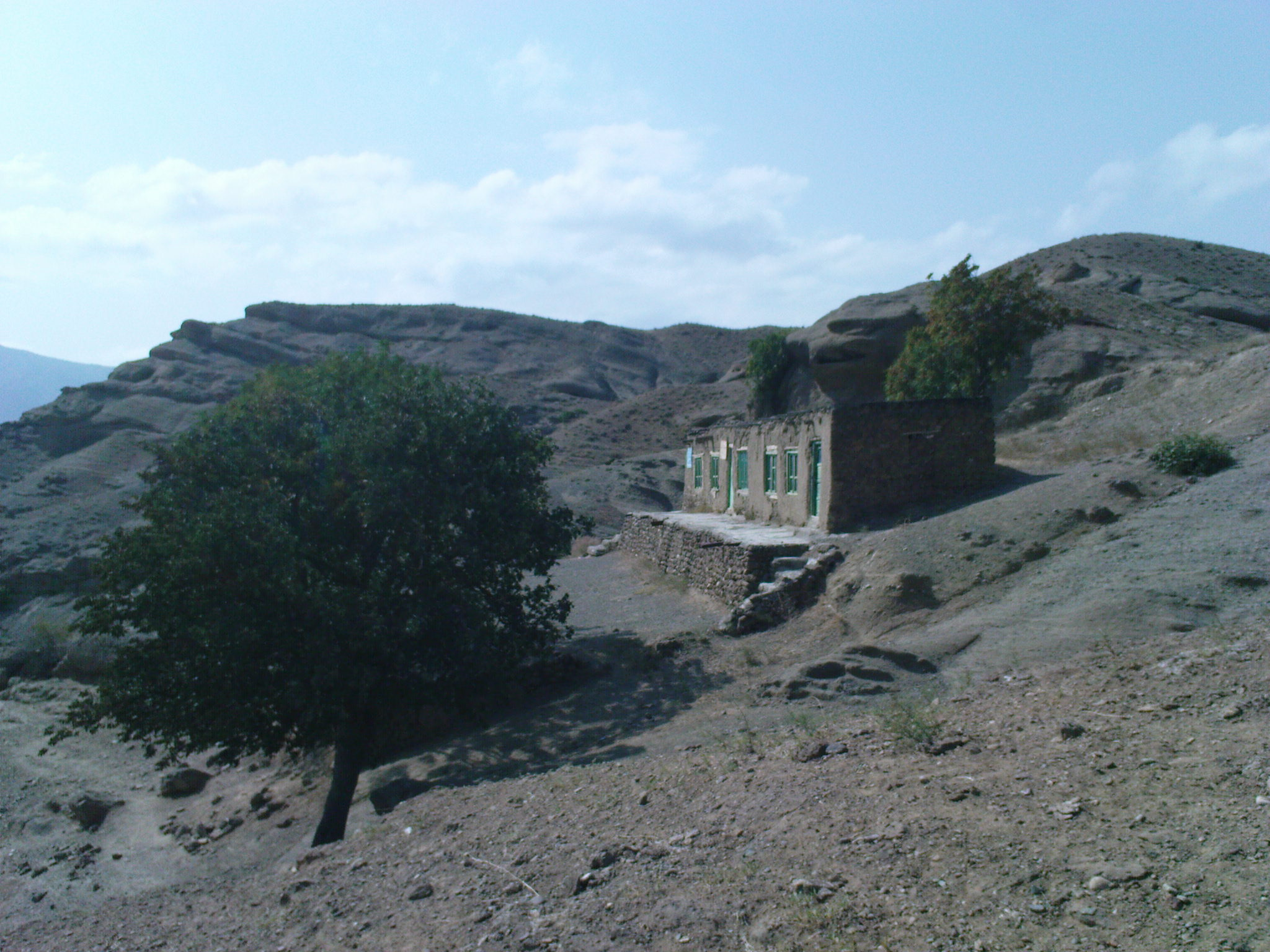
مدرسه حافظ دوجناب - روستای دوجناب

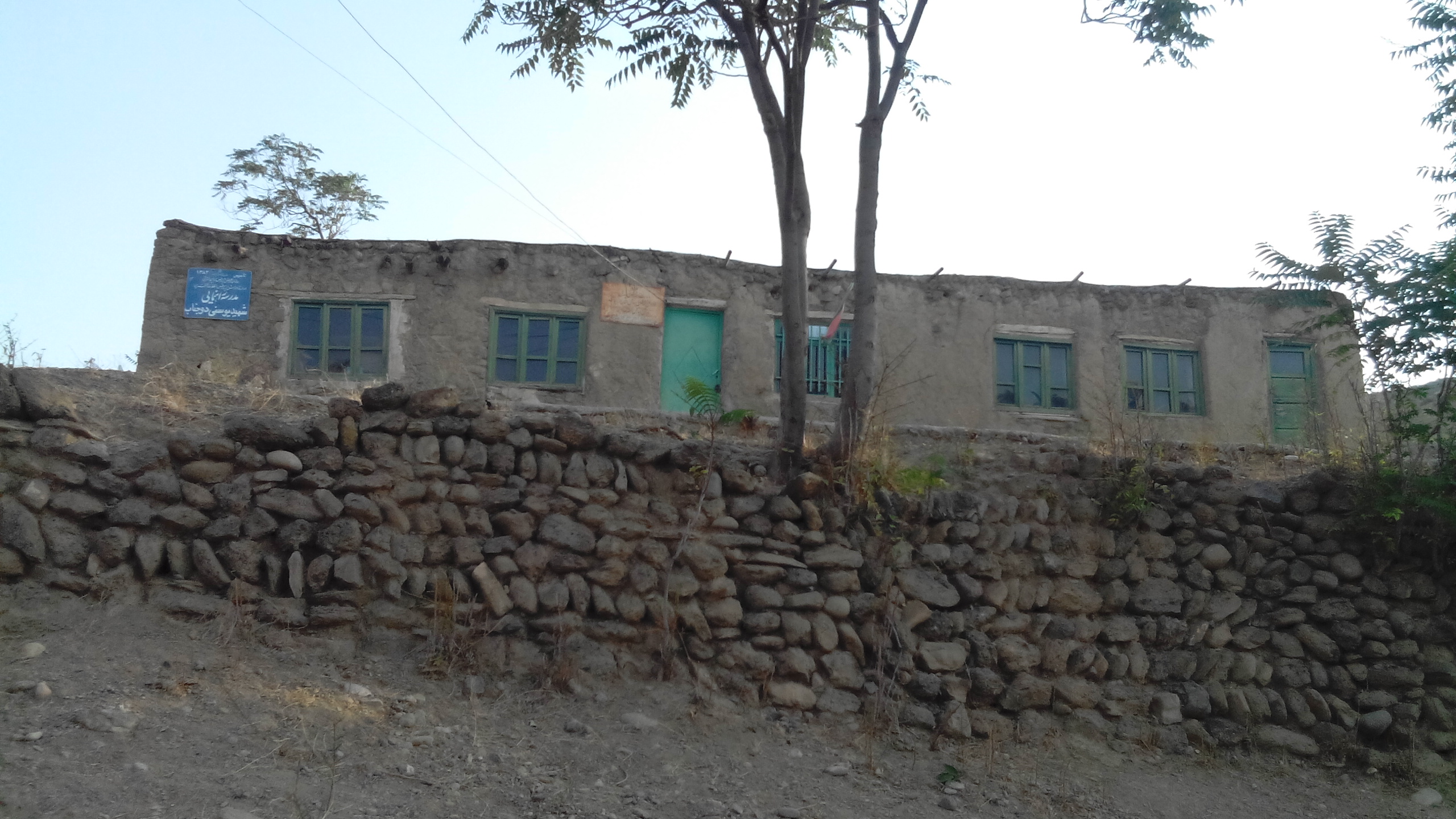
مدرسه حافظ دوجناب

## محصولات روستا
روستای دوجناب از محصولات گردو   و گلابی وحشی یا امرود و انگور  برخوردار بوده محصولات مذکور در ییلاق این روستا یافت می‌شود. و کوهستان این منطقه پوشیده از گیاهان دارویی به صورت طبیعی می‌باشد  گیاهانی چون کهلیک اوتی(کاکوتی)، گل پونه، گزنه، گل گاوزبان، گل ختمی، گشنیش، گویون گولاغی، بات بات، درمه، پنیرک و ...

## علی یوسفی
علی یوسفی فرزند اسماعیل در روستای دوجناب مشهور به پیر هادیان از بخش خداآفرین شهرستان کلیبر از خطه سرسبز استان آذربایجان شرقی متولد شد.
وی در یک روز سرد زمستانی در غروب نهمین روز بهمن ماه سال شصت و سه در اثر برخورد ترکش خمپاره و بریدگی از ناحیه گردن و اعضا در منطقه  سردشت  شهید شد. آرامگاه وی در قبرستان قشلاق روستای دوجناب می‌باشد.

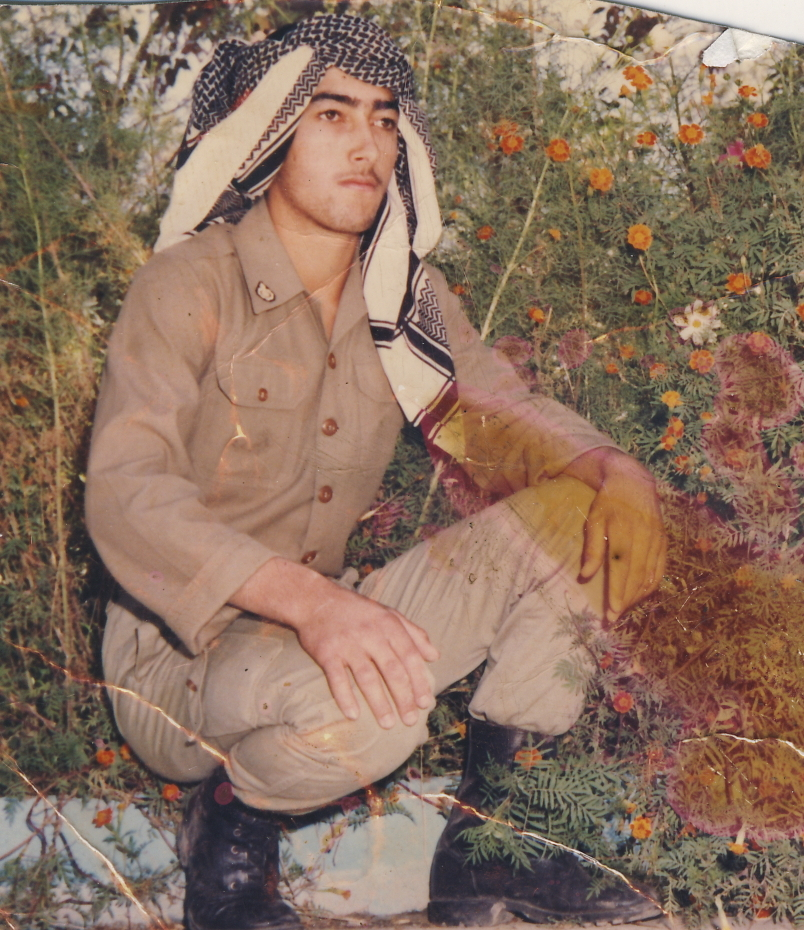
عکسی از علی یوسفی در اوایل انقلاب

## سایر
این روستا دارای ییلاق نیز می‌باشد و یک قبرستان مشترک بین کلیه ییلاق‌های چهار قشلاق پیرهادیان می‌باشد. این قبرستان قدمت تاریخی دارد که از سال‌ها پیش و جود داشته و همچنین یک امامزاده در آن بنا شده بود که بعد انقلاب اسلامی از بین رفته و نابود شد. گفته‌اند این امامزاده شفا بخش بوده و افراد زیادی را شفا داده. آرامگاه التفات برهون نیز در این قبرستان می‌باشد.
یک قبرستان نیز در قشلاق این روستا می‌باشد که همچنان اهالی دوجناب از آن برای دفن اموات خود استفاده می‌کنند.

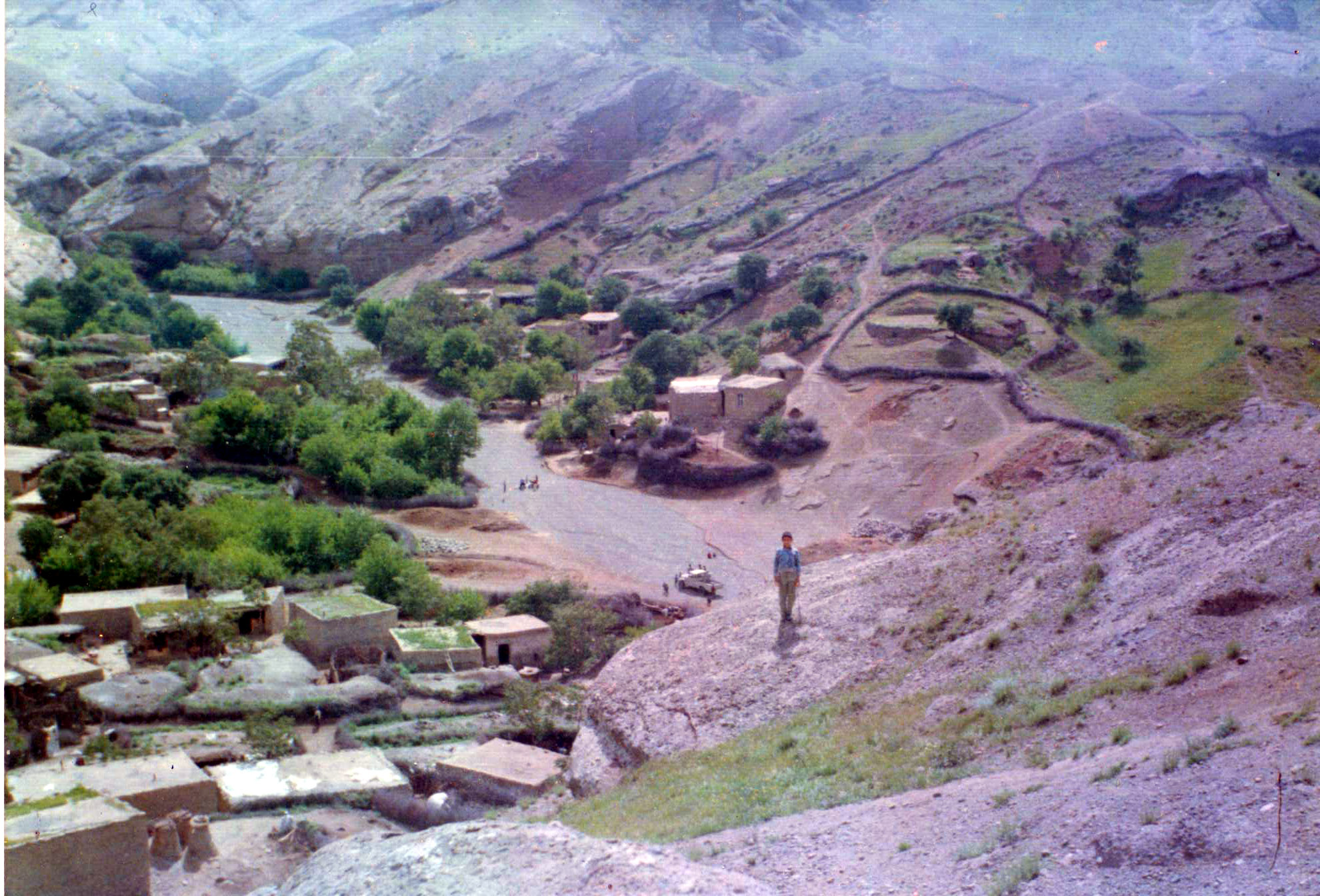
روستای دوجناب در 1378